# Điều đó tùy thuộc hành động của bạn
"Điều đó tùy thuộc hành động của bạn" là một ca khúc cổ động tuyên truyền do nhạc sĩ Vũ Kim Dung sáng tác năm 1995. Bài hát đã trở nên phổ biến tại Việt Nam thông qua hệ thống phát thanh công cộng và được dùng làm nhạc báo hiệu giờ đổ rác trên các xe rác trong khu vục nội đô Hà Nội.

## Sáng tác
Năm 1993, Trung ương Đoàn Thanh niên Cộng sản Hồ Chí Minh bảo vệ thành công dự án "Nâng cao nhận thức, thay đổi thái độ và chuyển đổi hành vi cho tuổi trẻ cả nước và các tỉnh trọng điểm về bảo vệ môi trường xanh, sạch, đẹp" do cơ quan UNDP tại Việt Nam tài trợ. Sau khi bắt tay tiến hành, Trung ương Đoàn lập tức huy động các chuyên gia trong và ngoài nước tham gia biên tập nội dung giáo dục truyền thông. Nhiều thông điệp cho dự án đã được lựa chọn, nổi bật là một thông điệp dưới dạng thơ vần "Tổ quốc Việt Nam xanh thắm / Có còn đẹp mãi được không / Điều đó tùy thuộc hành động của bạn / Chỉ thuộc vào bạn và tôi". Thông qua góp ý của các chuyên gia, từ "còn đẹp mãi" trong câu thứ hai đã chuyển thành "có sạch đẹp mãi", và "bạn và tôi" đã chuyển thành "bạn mà thôi" nhằm nhấn mạnh vào tính chủ thể trong hành động.
Sau khi hoàn thành xong nội dung thông điệp, do nhận thấy còn khô khan, nhạc sĩ Vũ Kim Dung đã phổ lời thông điệp thành một bài hát, đặt tên là "Điều đó tùy thuộc hành động của bạn". Bản nhạc – sáng tác năm 1995 – mang phong cách pop cổ điển thập niên 60, sở hữu tempo 130 và nhạc cụ chủ yếu là kèn trumpet. Bên cạnh phần thông điệp gốc, Vũ Kim Dung còn bổ sung thêm một khổ nhạc mới, thay hai câu đầu khổ một thành "Củng cố phủ xanh đất nước / Giữ đẹp cuộc sống dài lâu" nhằm tạo nên cấu trúc đối đáp về vấn đề bảo vệ môi trường. Bài nhạc đã được ban chỉ đạo dự án chọn làm nhạc hiệu chính thức và in ra làm hàng trăm băng cassette phân phối xuống các đài phát thanh công cộng địa phương vì mục đích tuyên truyền.

## Ảnh hưởng
Kể từ khi ra mắt, "Điều đó tùy thuộc hành động của bạn" luôn là một trong những bài được chọn phát nhiều nhất trên hệ thống phát thanh khắp cả nước, đặc biệt là thành phố Hà Nội. Năm 2006, ca khúc đã được sử dụng với mục đích cổ động cho phong trào 3R-HN do chính phủ Nhật Bản tài trợ, với mục tiêu xây dựng hệ thống phân loại, xử lí rác thải hiệu quả ở Hà Nội. Năm 2016, bài hát tiếp tục được dùng làm nhạc báo hiệu giờ đổ rác trên các xe gom rác đi quanh khu vực nội đô thành phố. Sáng kiến này sau khi thực hiện đã thu về đa số phản ứng tích cực từ người dân vì giai điệu vui tai và thân thiện. Qua đó, nhiều người còn gọi bài hát với cái tên khác là "Bài ca đổ rác". Tiêu đề bài hát cũng trở thành câu cửa miệng quen thuộc trong các bài viết, tài liệu về bảo vệ môi trường.
Bài hát thường xuyên được đưa vào phổ biến tại các cấp giáo dục phổ thông trên toàn quốc. Năm 2021, "Điều đó tùy thuộc hành động của bạn" nằm trong danh sách bài hát "Giáo dục hành vi bảo vệ môi trường cho trẻ mầm non", một tài liệu do Trường Cao đẳng Sư phạm Trung ương và UNICEF Việt Nam lưu hành. Tháng 2 năm 2023, chương trình Cà phê sáng với VTV3 đã dành một phóng sự đặc biệt về bài hát, trong đó ghi nhận sáng tác "đã có sức lôi cuốn mạnh mẽ, đã làm thay đổi nhận thức và hành động của người dân Việt Nam trong việc bảo vệ môi trường".